# Artana (Castellón)
Artana ist eine Gemeinde (Municipio) mit 1.971 Einwohnern (Stand: 2024) in der Provinz Castellón der Autonomen Gemeinschaft Valencia in Spanien. 

## Geografie
Artana befindet sich etwa 24 Kilometer südwestlich von Castellón de la Plana in einer Höhe von ca. 260 m. 

## Bevölkerungsentwicklung
| Jahr      | 1970 | 1981 | 1991 | 2001 | 2011 | 2021 |
| Einwohner | 2169 | 2024 | 1905 | 1835 | 1990 | 1970 |

## Sehenswürdigkeiten
- Reste der alten Burg
- Johannes-der-Täufer-Kirche
- Christinenkapelle
- Christuskapelle

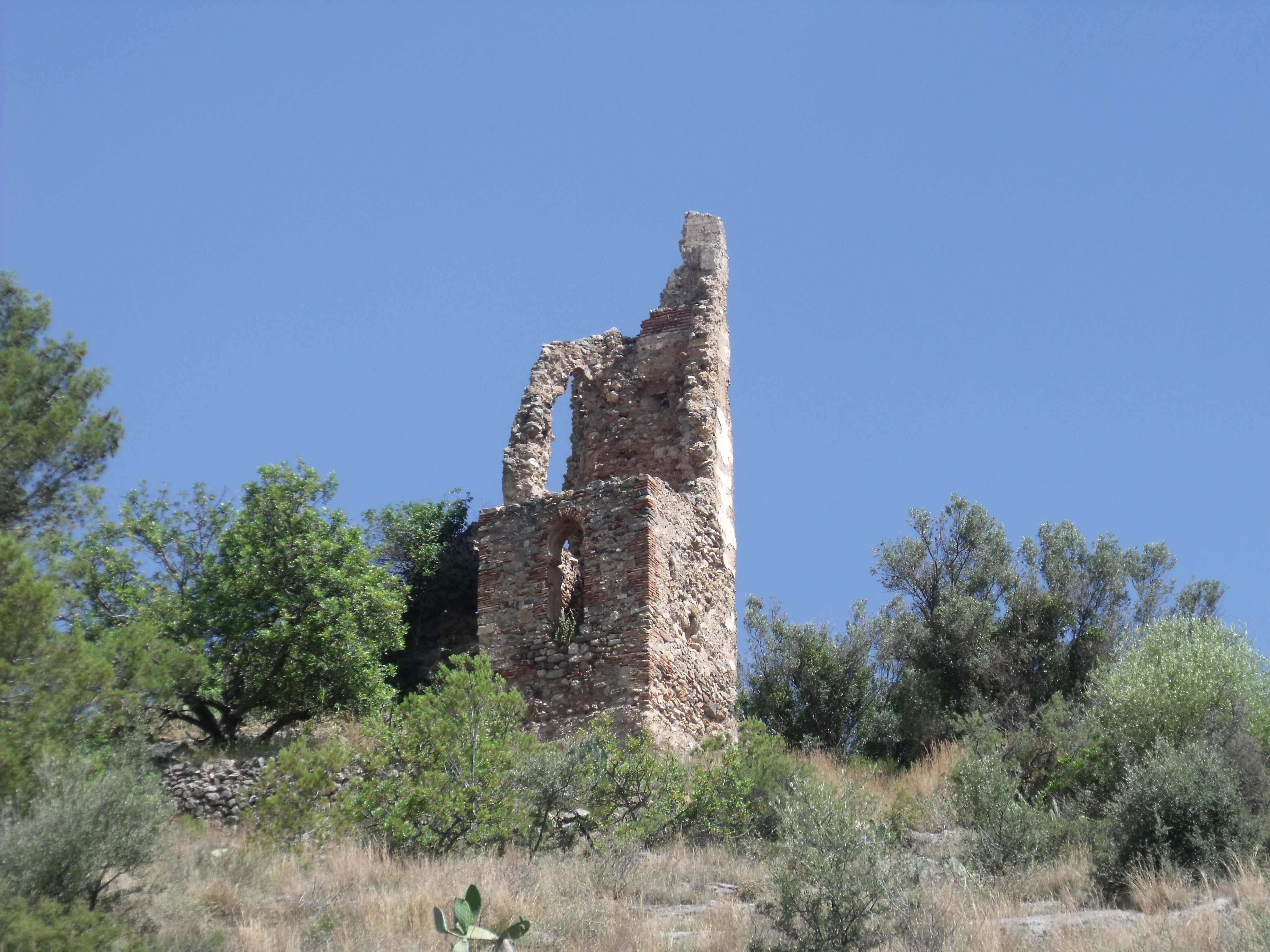
Burgreste von Artana
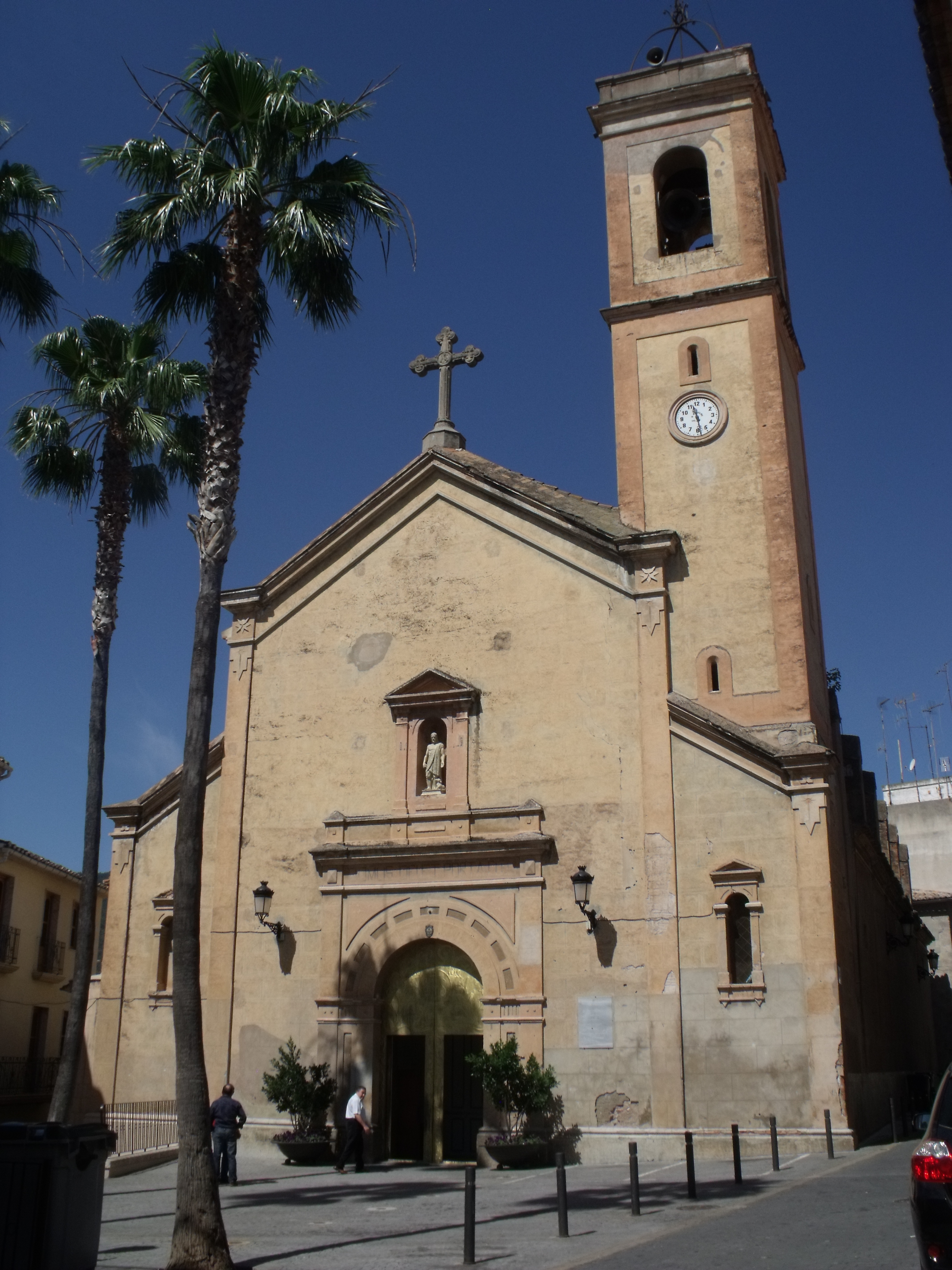
Johannes-der-Täufer-Kirche
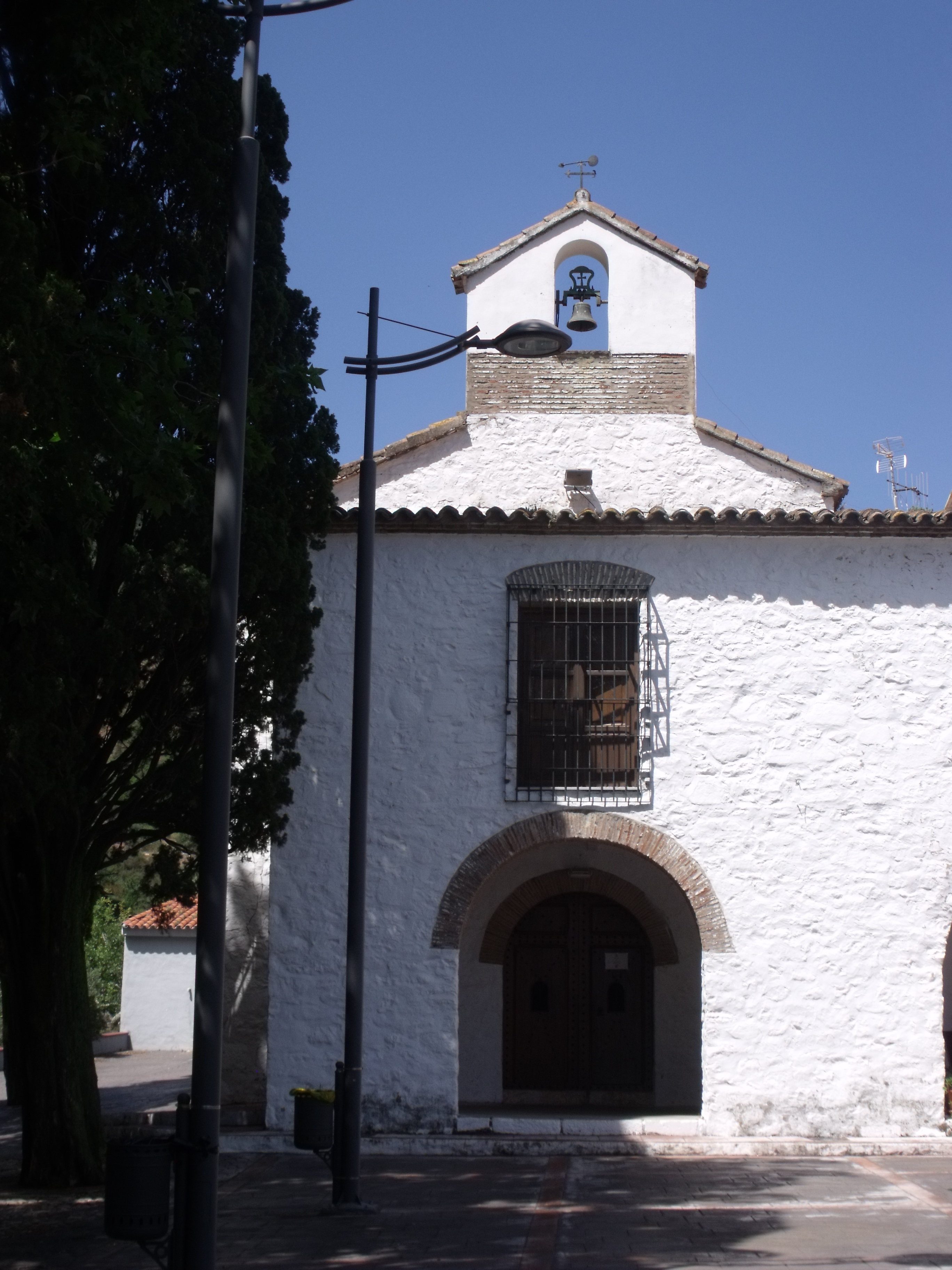
Christinenkapelle
Christuskapelle
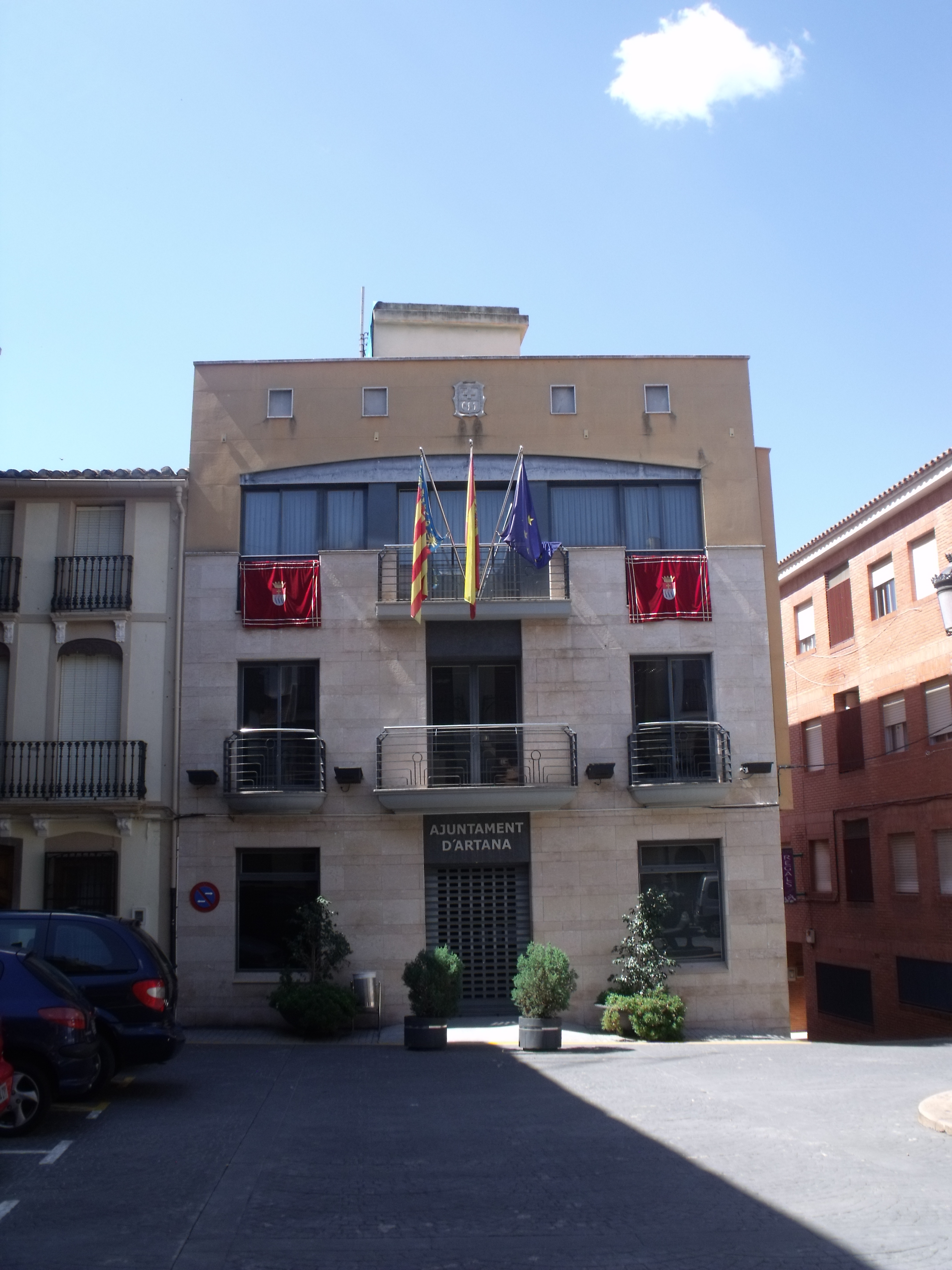
Rathaus

## Persönlichkeiten
- Vicent Tomàs i Martí (1890–1924), Politiker und Schriftsteller
- Bruno Soriano (* 1984), Fußballspieler